# Alexandra Stan

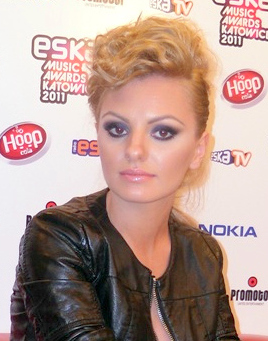
Alexandra Stan (2011)

Alexandra Ioana Stan (* 10. Juni 1989 in Constanța) ist eine rumänische Sängerin, die im Sommer 2011 mit dem Titel Mr. Saxobeat bekannt wurde und in einigen Ländern die Top 10 der Charts erreichte.

## Karriere
Alexandra Stan besuchte das Liceul Teoretic Traian in Constanța. Sie studierte an der Fakultät für Management Andrei Șaguna.

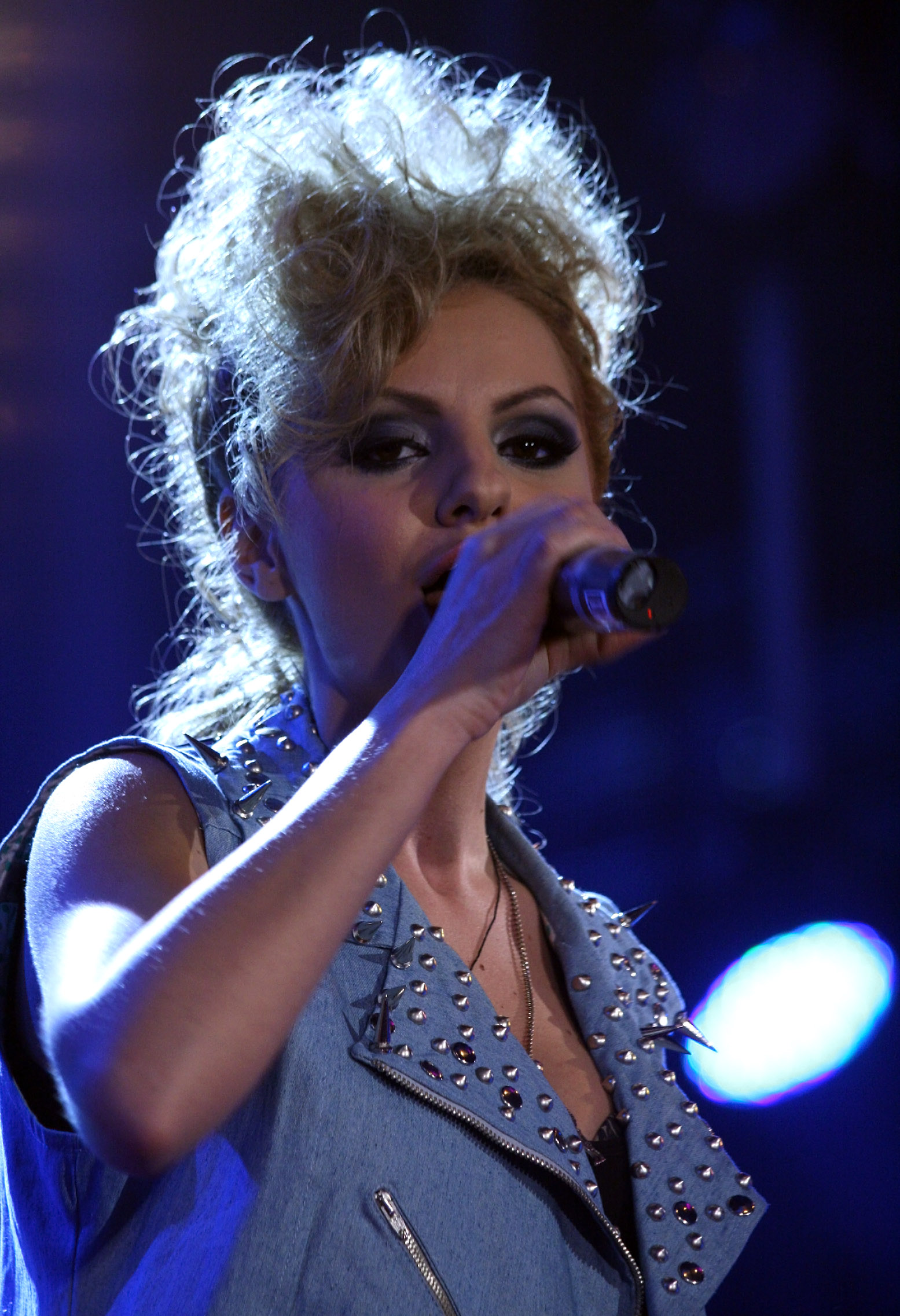
Alexandra Stan in Österreich (2011)

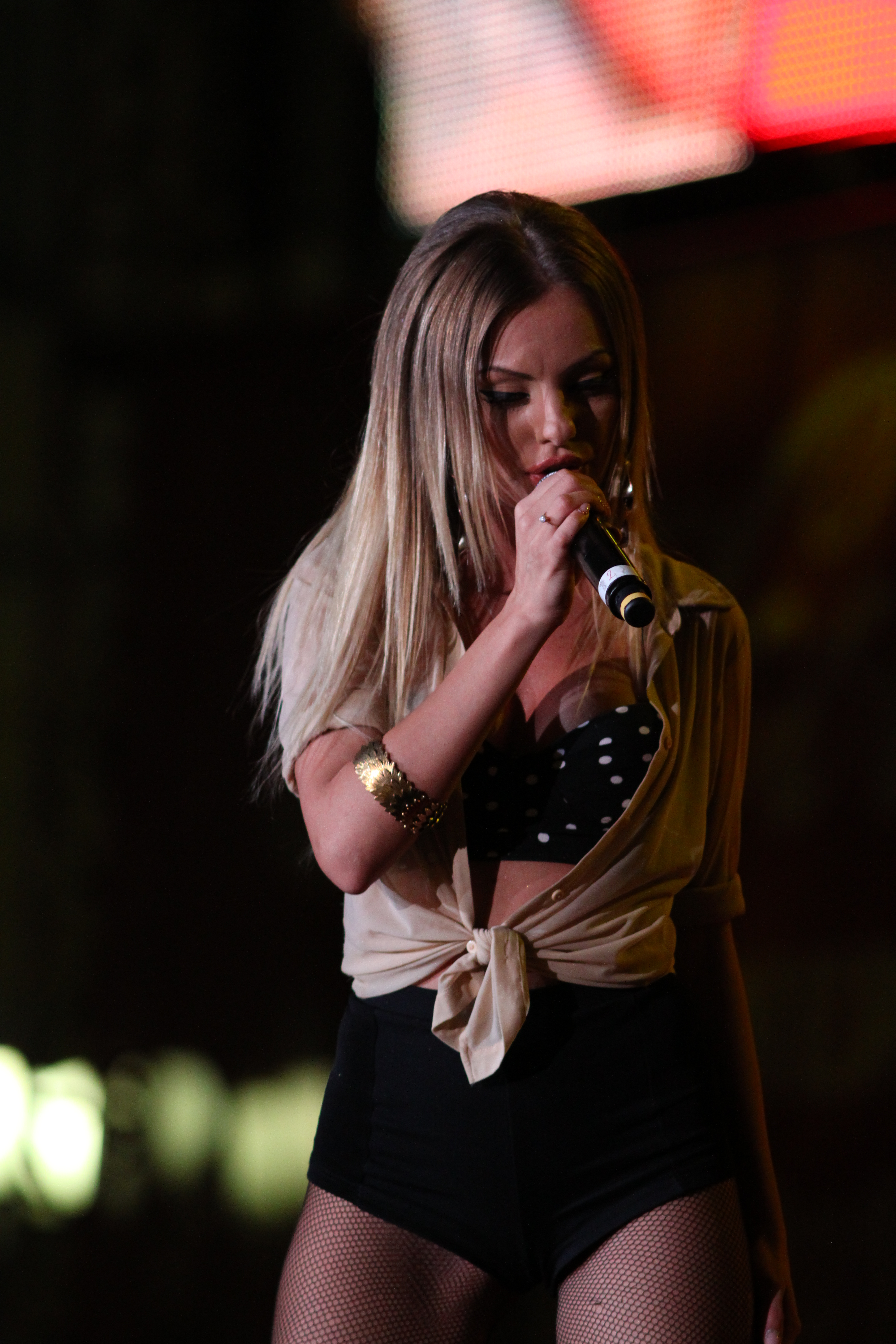
Alexandra Stan in Sofia (2012)

### 2009–2012: Erfolg mitMr. SaxobeatundSaxobeats
Stan nahm am Festival Mamaia in der Rubrik Interpretation teil. Ende 2009 veröffentlichte sie ihre erste Single Lollipop, welche es bis auf Platz 18 in den rumänischen Charts schaffte.
Die Nachfolgesingle Mr. Saxobeat wurde erstmals Ende 2010 veröffentlicht und wurde zur meistgespielten Nummer dieser Zeit der rumänischen Radiostationen. Mit dem Song schaffte sie es in 20 Ländern in die Top 5 der Charts, darunter erreichte sie in über zehn Ländern Platz 1. 
Das im Spätsommer 2011 veröffentlichte Debütalbum Saxobeats erreichte in Deutschland, Finnland, Österreich und der Schweiz die Top 30 der Album-Charts. Es beinhaltet acht Tracks, darunter sind auch die Vorab-Singles Lollipop und Mr. Saxobeat, fünf Remixe und die dritte Single Get Back (A.S.A.P.).
Get Back konnte in der Slowakei Platz eins erreichen. In Rumänien rückte der Track auf Platz vier und in Finnland und Ungarn jeweils Platz acht vor. Da der Song in Deutschland nur als Doppel-Single mit Mr. Saxobeat erschien, konnte der Track keine eigene Platzierung in den Charts erreichen.
Durch einen Remix zu Mr. Saxobeat vom Michael Mind Project, der neue Vocals enthält, die vom deutschen Rapper Carlprit eingesungen wurden, beschloss Stan einen eigenen Song mit Carlprit aufzunehmen. Daraus entwickelte sich der Song One Million, der im Dezember 2011 als Single erschien und zu einem weiteren Hit in mehreren Ländern wurde.
2012 wurde sie mit dem European Border Breakers Award (EBBA) ausgezeichnet.

### 2013: Skandal mit dem Manager
Im Juni 2013 ging sie an die Öffentlichkeit, um auf Missstände in der rumänischen Showbranche aufmerksam zu machen. Dazu zeigte sie sich mit geschwollenem Gesicht im dortigen Fernsehen. Die Verletzungen sollen durch Prügel ihres Managers entstanden sein, welcher sie nach ihren Worten „wie eine Sklavin“ behandelte. Mittlerweile hat sich Stan von ihrem Manager und Lebensgefährten getrennt und arbeitet nun mit einem neuen Management.
Im August 2013 wurde mit Baby, It’s OK eine neue Single veröffentlicht. Hierbei arbeitete sie mit dem deutschen Rap-Trio Follow Your Instinct zusammen. Der Titel, der im Refrain ein Sample des Titels Give It Up von KC and the Sunshine Band verwendet, erschien mit mehreren Remixen am 16. August 2013.

### 2014–2015:Unlocked
Am 28. April 2014 veröffentlichte sie den Song Thanks for Leaving, der mit ihrem neuen Team aufgenommen wurde. Daraufhin erschienen noch zwei weitere Singles, unter anderem Dance, welche am 18. Juli 2014 erschien und zur Promotion des dritten Albums diente. Im Sommer 2014 nahm sie das Plattenlabel Kontor Records unter Vertrag. Bereits im Juli 2014 präsentierte sie ihre erste Veröffentlichung über das Label. Sie trägt den Namen Dance und ist am 18. Juli 2014 weltweit veröffentlicht worden. Später erschienen die Singles Give Me Your Everything und Vanilla Chocolat.
Das Album Unlocked wurde zunächst nur in Japan am 27. August 2014 veröffentlicht, am 25. November 2014 weltweit. Unlocked konnte sich in Japan auf Platz 21 platzieren und war dort 17 Wochen in den Charts.
Am 8. Juni 2015 erschien die Single We Wanna zusammen mit Inna und Daddy Yankee. Die Single konnte sich bis auf Platz 53 in Japan platzieren.

### Seit 2015:Alesta
Die Single I Did It, Mama! erschien am 25. November 2015 und ist die erste Single aus ihrem Album Alesta, welches am 9. März 2016 in Japan herauskam. Am 2. März wurde die dritte Single aus dem Album veröffentlicht, nämlich Balans zusammen mit Mohombi. Das Album beinhaltet auch die Single We Wanna, welche 2015 veröffentlicht wurde und auf einem Re-Release ihres 2. Studioalbums Unlocked zu hören war.
Sie wurde Mitglied in dem Projekt G Girls, einer Band bestehend aus den Sängerinnen Alexandra Stan, Inna, Antonia Iacobescu und Lori. Ihre Debütsingle Call The Police wurde am 14. Juni 2016 zum Download bereitgestellt und das Video erschien am 1. Juni 2016 auf YouTube. 2017 wurde Alexandra Stan durch die Sängerin Lariss in dem Projekt ersetzt.

## Diskografie

### Studioalben
- 2011: Saxobeats
- 2014: Unlocked
- 2016: Alesta
- 2018: Mami
- 2022: Rainbows

### Singles als Leadmusikerin
| Jahr | Titel Album                                  | Höchstplatzierung, Gesamtwochen, AuszeichnungChartplatzierungen (Jahr, Titel, Album, Platzierungen, Wochen, Auszeichnungen, Anmerkungen) | Höchstplatzierung, Gesamtwochen, AuszeichnungChartplatzierungen (Jahr, Titel, Album, Platzierungen, Wochen, Auszeichnungen, Anmerkungen) | Höchstplatzierung, Gesamtwochen, AuszeichnungChartplatzierungen (Jahr, Titel, Album, Platzierungen, Wochen, Auszeichnungen, Anmerkungen) | Höchstplatzierung, Gesamtwochen, AuszeichnungChartplatzierungen (Jahr, Titel, Album, Platzierungen, Wochen, Auszeichnungen, Anmerkungen) | Höchstplatzierung, Gesamtwochen, AuszeichnungChartplatzierungen (Jahr, Titel, Album, Platzierungen, Wochen, Auszeichnungen, Anmerkungen) | Anmerkungen                         |
| Jahr | Titel Album                                  | DE | AT | CH | UK | US | Anmerkungen                         |
| ---- | -------------------------------------------- | --- | --- | --- | --- | --- | ----------------------------------- |
| 2010 | Mr. Saxobeat Saxobeats                       | DE1 ×5Fünffachgold · (41 Wo.)DE | AT1 Platin · (33 Wo.)AT | CH1 ×2Doppelplatin · (47 Wo.)CH | UK3 ×2Doppelplatin · (28 Wo.)UK | US21 Platin · (20 Wo.)US | Erstveröffentlichung: Dezember 2010 |
| 2011 | Get Back (A.S.A.P.) / Mr. Saxobeat Saxobeats | DE— aDE | AT27 (3 Wo.)AT | CH23 (8 Wo.)CH | UK56 (4 Wo.)UK | — | Erstveröffentlichung: 19. März 2011 |
| 2014 | Dance Unlocked                               | — | AT70 (1 Wo.)AT | — | — | — | Erstveröffentlichung: 18. Juli 2014 |

Weitere Singles
- 2009: Lollipop (Param Pam Pam)
- 2011: 1.000.000 (feat. Carlprit)
- 2012: Lemonade
- 2012: Cliche (Hush Hush)
- 2013: All My People (vs. Manilla Maniacs)
- 2014: Thanks for Leaving
- 2014: Cherry Pop
- 2014: Give Me Your Everything
- 2014: Vanilla Chocolat (feat. Connect-R)
- 2015: We Wanna (feat. Inna & Daddy Yankee)
- 2015: I Did It, Mama!
- 2016: Balans (feat. Mohombi) (AT: Gold)
- 2016: Écoute (feat. Havana)
- 2016: Boom Pow
- 2017: 9 Lives (feat. Jahmmi)
- 2017: Boy Oh Boy
- 2017: Noi 2
- 2018: Mami
- 2019: I Think I Love It

### Singles als Gastmusikerin
| Jahr | Titel Album                  | Höchstplatzierung, Gesamtwochen, AuszeichnungChartplatzierungen (Jahr, Titel, Album, Platzierungen, Wochen, Auszeichnungen, Anmerkungen) | Höchstplatzierung, Gesamtwochen, AuszeichnungChartplatzierungen (Jahr, Titel, Album, Platzierungen, Wochen, Auszeichnungen, Anmerkungen) | Höchstplatzierung, Gesamtwochen, AuszeichnungChartplatzierungen (Jahr, Titel, Album, Platzierungen, Wochen, Auszeichnungen, Anmerkungen) | Anmerkungen                                                                     |
| Jahr | Titel Album                  | DE | AT | CH | Anmerkungen                                                                     |
| ---- | ---------------------------- | --- | --- | --- | ------------------------------------------------------------------------------- |
| 2013 | Baby, It’s OK Animal Kingdom | DE17 (6 Wo.)DE | AT31 (5 Wo.)AT | CH44 (2 Wo.)CH | Erstveröffentlichung: 16. August 2013 Follow Your Instinct feat. Alexandra Stan |

Weitere Gastbeiträge
- 2014: Inima De Gheata (Trupa Zero feat. Alexandra Stan)
- 2014: Set Me Free (DJ Andi feat. Alexandra Stan)

## Auszeichnungen für Musikverkäufe
| Goldene Schallplatte - Belgien - 2011: für die Single Mr. Saxobeat - Dänemark - 2011: für das Streaming Mr. Saxobeat - Finnland - 2011: für die Single Mr. Saxobeat - Italien - 2012: für die Single Lemonade - 2018: für die Single We Wanna - Neuseeland - 2011: für die Single Mr. Saxobeat - Spanien - 2011: für die Single Mr. Saxobeat | Platin-Schallplatte - Dänemark - 2011: für die Single Mr. Saxobeat - Kanada - 2011: für die Single Mr. Saxobeat - Japan - 2014: für die Single Mr. Saxobeat (Digital) 2× Platin-Schallplatte - Australien - 2021: für die Single Mr. Saxobeat 3× Platin-Schallplatte - Russland - 2011: für die Single Mr. Saxobeat 4× Platin-Schallplatte - Italien - 2011: für die Single Mr. Saxobeat - Schweden - 2012: für die Single Mr. Saxobeat |

Anmerkung: Auszeichnungen in Ländern aus den Charttabellen bzw. Chartboxen sind in ebendiesen zu finden.
| Land/RegionAuszeichnungen für Musikverkäufe (Land/Region, Auszeichnungen, Verkäufe, Quellen) | Gold     | Platin       | Verkäufe  | Quellen                   |
| -------------------------------------------------------------------------------------------- | -------- | ------------ | --------- | ------------------------- |
| Australien (ARIA)                                                                            | —        | 2× Platin2   | 140.000   | aria.com.au               |
| Belgien (BRMA)                                                                               | Gold1    | —            | 15.000    | ultratop.be               |
| Dänemark (IFPI)                                                                              | Gold1    | Platin1      | 30.000    | ifpi.dk                   |
| Deutschland (BVMI)                                                                           | Gold1    | 2× Platin2   | 750.000   | musikindustrie.de         |
| Finnland (IFPI)                                                                              | Gold1    | —            | 7.175     | ifpi.fi                   |
| Frankreich (SNEP)                                                                            | —        | —            | 103.200   | infodisc.fr               |
| Italien (FIMI)                                                                               | 2× Gold2 | 4× Platin4   | 160.000   | fimi.it                   |
| Japan (RIAJ)                                                                                 | —        | Platin1      | 250.000   | riaj.or.jp                |
| Kanada (MC)                                                                                  | —        | Platin1      | 80.000    | musiccanada.com           |
| Neuseeland (RMNZ)                                                                            | Gold1    | —            | 7.500     | aotearoamusiccharts.co.nz |
| Österreich (IFPI)                                                                            | Gold1    | Platin1      | 45.000    | ifpi.at                   |
| Russland (NFPF)                                                                              | —        | 3× Platin3   | 600.000   | lenta.ru                  |
| Schweden (IFPI)                                                                              | —        | 4× Platin4   | 160.000   | sverigetopplistan.se      |
| Schweiz (IFPI)                                                                               | —        | 2× Platin2   | 60.000    | hitparade.ch              |
| Spanien (Promusicae)                                                                         | Gold1    | —            | 20.000    | elportaldemusica.es       |
| Vereinigte Staaten (RIAA)                                                                    | —        | Platin1      | 1.000.000 | riaa.com                  |
| Vereinigtes Königreich (BPI)                                                                 | —        | 2× Platin2   | 1.200.000 | bpi.co.uk                 |
| Insgesamt                                                                                    | 9× Gold9 | 24× Platin24 |           |                           |